# Дженніфер Зітц
Дженніфер Зітц (нім. Jennifer Zietz; 14 вересня 1983, Росток) — колишня німецька футболістка, яка виступала на позиці півзахисниці в команді  «Турбіне» з Потсдаму.

## Ігрова кар'єра
У 1999 році Дженні Зітц приєдналась до основної команди «Турбіне» (Потсдам). Протягом своєї кар'єри у складі «Турбіне» вона шість разів вигравала жіночу Бундеслігу та тричі ставала володаркою кубка Німеччини. 
На міжнародному рівні першим успіхом для Дженніфер Зітц стала перемога в жіночому Кубку УЄФА у 2005 році, коли у фіналі німецька команда переграла шведський «Юргорден».
Свій другий європейский трофей Зітц отримувала у 2010 році вже у статусі капітана «Турбіне», проте на той момент назва турніру вже змінилась на Лігу чемпіонів. У фіналі «Турбіне» переграли у серії пенальті французький «Олімпік Ліон». 
У травні 2012 року Дженніфер Зітц порвала хрестоподібну зв'язку. Наприкінці сезону 2014/15 оголосила про завершення кар'єри.
У сезоні 2016/17 Дженніфер Зітц повернувся до роботи в клубі  «Турбіне» (Потсдам) в якості помічниці головного тренера Маттіаса Рудольфа.
У квітні 2022 році іспанський клуб «Атлетік Більбао» вручив Дженніфер Зітц нагороду «One Club Award», що щорічно вручається футболістам за відданість одному єдиному клубу.

## Збірна
Дебютувала у складі національної збірної Німеччини 28 января 2005 року у матчі проти збірної Австралії. 
Дженніфер Зітц у складі збірної Німеччини виграла Євро, яке проводили у 2009 році в Фінляндії, проте жодного разу на тому турнирі вона не виходила на поле. 
Свій єдиний гол за збірну гравчиня забила 1 березня 2010 року у матчі Кубка Алгарве проти збірної Китаю.

## Досягнення
Командні
- Кубок УЄФА та Ліга чемпіонів УЄФА
  -  Переможниця (2):  2004—05, 2009–10
- Бундесліга
  -  Переможниця (6): 2004, 2006, 2009, 2010, 2011, 2012
- Кубок Німеччини
  -  Володарка (3): 2004, 2005, 2006

Збірна
- Чемпіонат Європи : 
  -  Чемпіон (1): 2009
- Кубок Алгарве : 
  -  Чемпіон (1): 2010